# Wielkie derby Lwowa
Wielkie derby Lwowa – derby piłkarskie rozgrywane pomiędzy Pogonią Lwów i Czarnymi Lwów. Jedna z najbardziej prestiżowych, popularnych oraz najstarszych rywalizacji derbowych w polskiej piłce nożnej przed wybuchem II wojny światowej, porównywalna jedynie z derbami Krakowa. W polskich rozgrywkach ligowych i mistrzowskich rozegrane 25 razy: 14-krotnie w Lidze i 11-krotnie w Klasie A.

## Kluby
Pogoń i Czarni były najsilniejszymi klubami piłkarskimi we Lwowie, jednymi z najstarszych polskich klubów (starsza była jedynie Lechia Lwów) oraz współzałożycielami Związku Polskiego Piłki Nożnej w 1911, Polskiego Związku Piłki Nożnej w 1919 i polskiej Ligi w 1926.
| Porównanie klubów                                  | Porównanie klubów                                                                                 | Porównanie klubów                         |
| -------------------------------------------------- | ------------------------------------------------------------------------------------------------- | ----------------------------------------- |
| Pogoń Lwów                                         |                                                                                                   | Czarni Lwów                               |
| 1904 (trzeci najstarszy polski klub)               | rok założenia                                                                                     | 1903 (drugi najstarszy polski klub)       |
| 4                                                  | Mistrzostwa Polski                                                                                | 0                                         |
| 13                                                 | liczba sezonów w Lidze (na 13 zorganizowanych w latach 1927-1939)                                 | 7                                         |
| 5                                                  | liczba sezonów w finałach nieligowych mistrzostw Polski (na 5 zorganizowanych w latach 1921-1926) | 0                                         |
| 2                                                  | Liczba sezonów w mistrzostwach Galicji                                                            | 1                                         |
| 33.                                                | miejsce w tabeli wszech czasów Ekstraklasy                                                        | 47.                                       |
| 21 sierpnia 1921                                   | debiut w rozgrywkach o mistrzostwo Polski                                                         | 3 kwietnia 1927                           |
| 3 kwietnia 1927                                    | debiut w Lidze                                                                                    | 3 kwietnia 1927                           |
| 1                                                  | królowie strzelców Ligi                                                                           | 1                                         |
| 6                                                  | liczba sezonów w klasie A przed utworzeniem Ligi (na 6 zorganizowanych w latach 1920-1926)        | 6                                         |
| Park sportowy im. Marszałka Edwarda Śmigłego-Rydza | stadion (do 1939)                                                                                 | Stadion im. Marszałka Józefa Piłsudskiego |
|                                                    | współzałożyciel PZPN                                                                              |                                           |
|                                                    | współzałożyciel Ekstraklasy                                                                       |                                           |
| Polonia Bytom, Pogoń Szczecin                      | kluby inspirowane tradycją klubu (poprzez barwy, herb lub nazwę)                                  | Legia Warszawa                            |

## Historia i bilans spotkań
Pierwszy mecz pomiędzy Pogonią i Czarnymi datuje się na 1907. Pierwsze udokumentowane derby Krakowa odbyły się w 1908, co czyni derby Lwowa prawdopodobnie najstarszymi polskimi popularnymi derbami. W 1912 w zapasach kwalifikacyjnych o I klasę organizowanych przez Związek Polski Piłki Nożnej rozegrano pierwsze derby w ramach struktur FIFA. Mecz się zakończył remisem 2:2. 6 czerwca 1920 rozegrano pierwsze wielkie derby Lwowa w oficjalnych rozgrywkach w II Rzeczypospolitej. Pogoń zwyciężyła 3:1. Była to dla obu klubów inauguracja zmagań w polskich rozgrywkach – we lwowskiej Klasie A. W 2. kolejce nowo utworzonej Ligi, 10 kwietnia 1927, na stadionie Czarnych rozegrano natomiast premierowe ligowe derby, które zakończyły się sukcesem gospodarzy (3:1). Jest to zarazem najwyższe ligowe zwycięstwo derbowe Czarnych, najwyższe zwycięstwo Pogoni to 4:0 u siebie z sezonu 1928.
| sezon    | nr kolejki  | nr derbów   | pozycje w tabeli | 1                                | 2                                | 3                                | 4                                | 5                                | 6                                | 7                                | 8                                | 9                                  | 10                                 | 11                                 | 12                                 | 13                                 | 14                                 | 15                                 | wynik                              |
| -------- | ----------- | ----------- | ---------------- | -------------------------------- | -------------------------------- | -------------------------------- | -------------------------------- | -------------------------------- | -------------------------------- | -------------------------------- | -------------------------------- | ---------------------------------- | ---------------------------------- | ---------------------------------- | ---------------------------------- | ---------------------------------- | ---------------------------------- | ---------------------------------- | ---------------------------------- |
| 1927     | 2.          | 15.         | przed            |                                  |                                  | 3                                |                                  | 5                                |                                  |                                  |                                  |                                    |                                    |                                    |                                    |                                    |                                    |                                    | 3:1                                |
| 1927     | 2.          | 15.         | po               |                                  |                                  | 3                                |                                  |                                  | 6                                |                                  |                                  |                                    |                                    |                                    |                                    |                                    |                                    |                                    | 3:1                                |
| 1927     | 16.         | 16.         | przed            |                                  |                                  | 3                                |                                  |                                  |                                  |                                  |                                  |                                    |                                    | 11                                 |                                    |                                    |                                    | 3:0                                |                                    |
| 1927     | 16.         | 16.         | po               |                                  |                                  | 3                                |                                  |                                  |                                  |                                  |                                  |                                    |                                    | 11                                 |                                    |                                    |                                    | 3:0                                |                                    |
| 1927     | koniec sez. | koniec sez. | koniec sez.      |                                  |                                  |                                  | 4                                |                                  |                                  |                                  |                                  | 9                                  |                                    |                                    |                                    |                                    |                                    |                                    |                                    |
|          |             |             |                  |                                  |                                  |                                  |                                  |                                  |                                  |                                  |                                  |                                    |                                    |                                    |                                    |                                    |                                    |                                    |                                    |
| 1928     |             | 17.         | przed            |                                  |                                  |                                  |                                  | 5                                |                                  | 7                                |                                  |                                    |                                    |                                    |                                    |                                    |                                    |                                    | 4:0                                |
| 1928     | po          | 17.         |                  |                                  |                                  | 4                                |                                  |                                  |                                  | 8                                |                                  |                                    |                                    |                                    |                                    |                                    |                                    |                                    | 4:0                                |
| 1928     | 28.         | 18.         | przed            |                                  |                                  |                                  |                                  |                                  | 6                                |                                  |                                  |                                    | 10                                 |                                    |                                    |                                    |                                    |                                    | 1:1                                |
| 1928     | 28.         | 18.         | po               |                                  |                                  |                                  |                                  |                                  | 6                                |                                  | 8                                |                                    |                                    |                                    |                                    |                                    |                                    |                                    | 1:1                                |
| 1928     | koniec sez. | koniec sez. | koniec sez.      |                                  |                                  |                                  |                                  |                                  | 6                                |                                  | 8                                |                                    |                                    |                                    |                                    |                                    |                                    |                                    |                                    |
|          |             |             |                  |                                  |                                  |                                  |                                  |                                  |                                  |                                  |                                  |                                    |                                    |                                    |                                    |                                    |                                    |                                    |                                    |
| 1929     |             | 19.         | przed            |                                  |                                  |                                  |                                  |                                  |                                  |                                  | 8                                |                                    |                                    |                                    |                                    | 13                                 |                                    |                                    | 2:0                                |
| 1929     | po          | 19.         |                  |                                  |                                  |                                  |                                  |                                  |                                  | 8                                |                                  | 10                                 |                                    |                                    |                                    |                                    |                                    |                                    | 2:0                                |
| 1929     |             | 20.         | przed            |                                  |                                  |                                  |                                  |                                  |                                  | 7                                |                                  |                                    |                                    |                                    |                                    | 13                                 | 1:2                                |                                    |                                    |
| 1929     | po          | 20.         |                  |                                  |                                  |                                  |                                  |                                  | 7                                |                                  |                                  |                                    |                                    |                                    | 13                                 |                                    | 1:2                                |                                    |                                    |
| 1929     | koniec sez. | koniec sez. | koniec sez.      |                                  |                                  |                                  |                                  |                                  |                                  |                                  |                                  | 9                                  |                                    | 11                                 |                                    |                                    |                                    |                                    |                                    |
|          |             |             |                  |                                  |                                  |                                  |                                  |                                  |                                  |                                  |                                  |                                    |                                    |                                    |                                    |                                    |                                    |                                    |                                    |
| 1930     |             | 21.         | przed            |                                  |                                  |                                  |                                  |                                  |                                  | 7                                |                                  |                                    |                                    | 11                                 |                                    |                                    |                                    |                                    | 0:0                                |
| 1930     | po          | 21.         |                  |                                  |                                  |                                  |                                  | 6                                |                                  |                                  |                                  |                                    | 11                                 |                                    |                                    |                                    |                                    |                                    | 0:0                                |
| 1930     |             | 22.         | przed            |                                  |                                  |                                  |                                  |                                  | 6                                |                                  |                                  | 9                                  |                                    |                                    |                                    | 0:1                                |                                    |                                    |                                    |
| 1930     | po          | 22.         |                  |                                  |                                  |                                  |                                  | 6                                |                                  | 8                                |                                  |                                    |                                    |                                    |                                    | 0:1                                |                                    |                                    |                                    |
| 1930     | koniec sez. | koniec sez. | koniec sez.      |                                  |                                  |                                  |                                  |                                  |                                  | 7                                |                                  | 9                                  |                                    |                                    |                                    |                                    |                                    |                                    |                                    |
|          |             |             |                  |                                  |                                  |                                  |                                  |                                  |                                  |                                  |                                  |                                    |                                    |                                    |                                    |                                    |                                    |                                    |                                    |
| 1931     |             | 23.         | przed            |                                  |                                  |                                  |                                  |                                  |                                  | 7                                |                                  |                                    | 10                                 |                                    |                                    |                                    |                                    |                                    | 2:1                                |
| 1931     | po          | 23.         |                  |                                  |                                  |                                  |                                  | 6                                |                                  |                                  |                                  |                                    |                                    | 12                                 |                                    |                                    |                                    |                                    | 2:1                                |
| 1931     |             | 24.         | przed            |                                  |                                  |                                  | 4                                |                                  |                                  |                                  |                                  |                                    |                                    | 11                                 |                                    | 1:1                                |                                    |                                    |                                    |
| 1931     | po          | 24.         |                  |                                  | 3                                |                                  |                                  |                                  |                                  |                                  |                                  |                                    | 11                                 |                                    |                                    | 1:1                                |                                    |                                    |                                    |
| 1931     | koniec sez. | koniec sez. | koniec sez.      |                                  |                                  |                                  | 4                                |                                  |                                  |                                  |                                  |                                    | 10                                 |                                    |                                    |                                    |                                    |                                    |                                    |
|          |             |             |                  |                                  |                                  |                                  |                                  |                                  |                                  |                                  |                                  |                                    |                                    |                                    |                                    |                                    |                                    |                                    |                                    |
| 1932     |             | 25.         | przed            |                                  | 2                                | 3                                |                                  |                                  |                                  |                                  |                                  |                                    |                                    |                                    |                                    |                                    |                                    |                                    | 1:0                                |
| 1932     | po          | 25.         |                  | 2                                |                                  |                                  | 5                                |                                  |                                  |                                  |                                  |                                    |                                    |                                    |                                    |                                    |                                    |                                    | 1:0                                |
| 1932     |             | 26.         | przed            |                                  | 2                                |                                  |                                  |                                  |                                  |                                  |                                  |                                    |                                    | 11                                 |                                    | 0:1                                |                                    |                                    |                                    |
| 1932     | po          | 26.         |                  | 2                                |                                  |                                  |                                  |                                  |                                  |                                  |                                  |                                    |                                    | 12                                 |                                    | 0:1                                |                                    |                                    |                                    |
| 1932     | koniec sez. | koniec sez. | koniec sez.      |                                  | 2                                |                                  |                                  |                                  |                                  |                                  |                                  |                                    |                                    | 11                                 |                                    |                                    |                                    |                                    |                                    |
|          |             |             |                  |                                  |                                  |                                  |                                  |                                  |                                  |                                  |                                  |                                    |                                    |                                    |                                    |                                    |                                    |                                    |                                    |
| 1933     |             | 27.         | przed            | 1                                | 1                                |                                  |                                  |                                  |                                  |                                  |                                  |                                    |                                    | 6                                  | 6                                  |                                    |                                    |                                    | 1:1                                |
| 1933     | po          | 27.         | 1                | 1                                |                                  |                                  |                                  |                                  |                                  |                                  | 5                                | 5                                  |                                    |                                    |                                    |                                    |                                    |                                    | 1:1                                |
| 1933     |             | 28.         | przed            | 1                                | 1                                |                                  |                                  |                                  |                                  | 4                                | 4                                |                                    |                                    |                                    |                                    | 2:1                                |                                    |                                    |                                    |
| 1933     | po          | 28.         | 1                | 1                                |                                  |                                  |                                  |                                  | 4                                | 4                                |                                  |                                    |                                    |                                    |                                    | 2:1                                |                                    |                                    |                                    |
| 1933     | koniec sez. | koniec sez. | koniec sez.      |                                  | 2                                |                                  |                                  |                                  |                                  |                                  |                                  |                                    |                                    | 11                                 |                                    |                                    |                                    |                                    |                                    |
|          |             |             |                  |                                  |                                  |                                  |                                  |                                  |                                  |                                  |                                  |                                    |                                    |                                    |                                    |                                    |                                    |                                    |                                    |
| Legenda: | Legenda:    | Legenda:    | Legenda:         | Pozycja ligowa/zwycięstwo Pogoni | Pozycja ligowa/zwycięstwo Pogoni | Pozycja ligowa/zwycięstwo Pogoni | Pozycja ligowa/zwycięstwo Pogoni | Pozycja ligowa/zwycięstwo Pogoni | Pozycja ligowa/zwycięstwo Pogoni | Pozycja ligowa/zwycięstwo Pogoni | Pozycja ligowa/zwycięstwo Pogoni | Pozycja ligowa/zwycięstwo Czarnych | Pozycja ligowa/zwycięstwo Czarnych | Pozycja ligowa/zwycięstwo Czarnych | Pozycja ligowa/zwycięstwo Czarnych | Pozycja ligowa/zwycięstwo Czarnych | Pozycja ligowa/zwycięstwo Czarnych | Pozycja ligowa/zwycięstwo Czarnych | Pozycja ligowa/zwycięstwo Czarnych |

W 1931 odbyły się towarzyskie derby Lwowa w Krakowie w ramach obchodów 25-lecia Wisły Kraków.
Po zakończeniu sezonu 1933 derby Lwowa pozostawały drugimi najczęściej rozgrywanymi znaczącymi polskimi derbami po derbach Krakowa. Do końca 1933 r. Pogoń i Czarni spotykały się w oficjalnych rozgrywkach 28-krotnie, a Cracovia i Wisła Kraków 29-krotnie. 28. i 29. derby Warszawy (trzecie najczęstsze wówczas znaczące derby) miały miejsce dopiero w 1945 roku.
| rozgrywki                                                                                 | liczba spotkań | zwycięstwa Pogoni | remisy      | zwycięstwa Czarnych | bramki           |
| ----------------------------------------------------------------------------------------- | -------------- | ----------------- | ----------- | ------------------- | ---------------- |
| Liga (1927-1933)                                                                          | 14             | 8                 | 4           | 2                   | 21:10 dla Pogoni |
| Klasa A (1920-1926)                                                                       | 11             | brak danych       | brak danych | brak danych         | brak danych      |
| rozgrywki galicyjskie: zapasy kwalifikacyjne o I klasę (1912), Mistrzostwa Galicji (1914) | 3              | 0                 | 1           | 2                   | 9:6 dla Czarnych |

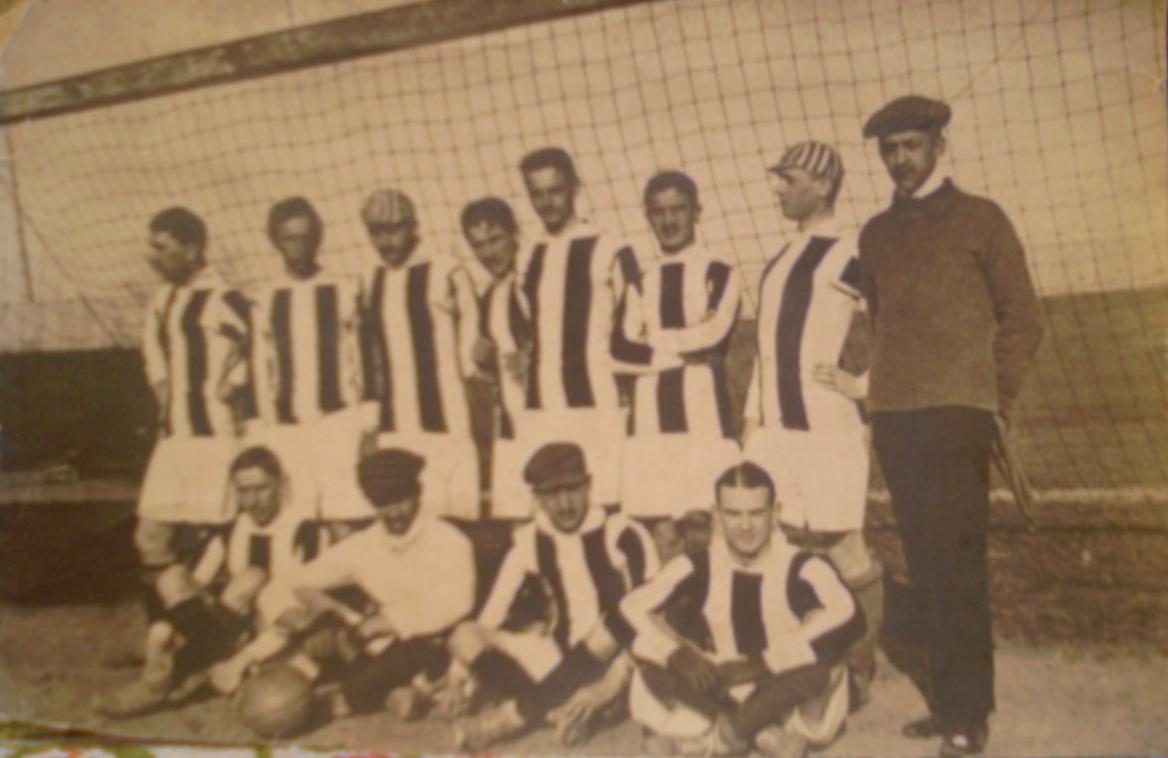
Drużyna Pogoni Lwów przed meczem z Lechią w 1910 r.

W pozostałych, niższych rangą, derbach Lwowa w Lidze brały udział także Lechia Lwów i Hasmonea Lwów. Bilans wszystkich ligowych derbów Lwowa:
| Pojedynek   | Pojedynek     | Liczba spotkań | Bilans spotkań | Bilans bramkowy | Najwyższy rezultat     | Najwyższy rezultat          |
| ----------- | ------------- | -------------- | -------------- | --------------- | ---------------------- | --------------------------- |
| Pogoń Lwów  | Czarni Lwów   | 14             | 8-4-2          | 21:10           | 1928: 4:0 dla Pogoni   | 1928: 4:0 dla Pogoni        |
| Pogoń Lwów  | Hasmonea Lwów | 4              | 2-1-1          | 8:4             | 1928: 3:0 dla Pogoni   | 1928: 3:0 dla Pogoni        |
| Czarni Lwów | Hasmonea Lwów | 4              | 2-0-2          | 8:7             | 1927: 3:0 dla Hasmonei | 1928: 3:0 dla Czarnych (wo) |
| Pogoń Lwów  | Lechia Lwów   | 2              | 2-0-0          | 8:1             | 1931: 5:1 dla Pogoni   | 1931: 5:1 dla Pogoni        |
| Czarni Lwów | Lechia Lwów   | 2              | 2-0-0          | 7:4             | 1931: 4:2 dla Czarnych | 1931: 4:2 dla Czarnych      |

## Derby w hokeju na lodzie
Rywalizacja derbowa między Pogonią a Czarnymi miała miejsce także w polskich rozgrywkach hokejowych. Oba kluby zdobyły po jednym tytule mistrza Polski i były najbardziej utytułowanymi klubami hokejowymi Lwowa. Pierwsze oficjalne derby odbyły się w finale mistrzostw okręgu lwowskiego w 1926, zwyciężyła Pogoń 3:1. Na najwyższym szczeblu rozgrywek – w turnieju finałowym mistrzostw Polski – rozegrane zostały raz: w 1931 roku. Zwyciężyła Pogoń 3:1.